# 金箱温春
金箱 温春（かねばこ よしはる、1953年 - ）は、日本の建築構造家。工学院大学特別専任教授、東京工業大学連携教授。日本建築構造技術者協会元会長。
横山不学、木村俊彦に師事。原広司、安藤忠雄、青木淳、千葉学など著名建築家による作品の構造設計を数多く手掛ける。

## 略歴
- 1953年 長野県長野市生まれ[1]
- 1971年 茨城県立水戸第一高等学校卒業
- 1975年 東京工業大学工学部建築学科卒業
- 1977年 東京工業大学大学院総合理工学研究科社会開発工学専攻修了
- 1977年 横山建築構造設計事務所入社
- 1992年 金箱構造設計事務所設立
- 2008年 - 2013年 東京工業大学特任教授
- 2011年 - 2015年 日本建築構造技術者協会会長 [2]
- 2012年 - 工学院大学特別専任教授 [3]
- 2013年 - 東京工業大学連携教授 [4]

## 主な受賞
- 1998年 JSCA賞「福島潟自然生態園（遊水館・潟博物館）」
- 2004年 日本免震構造協会賞「兵庫県立美術館」
- 2004年 東北建築賞（日本建築学会東北支部）「御所野縄文博物館」
- 2005年 松井源吾賞「豊栄市立（現・新潟市立）葛塚中学校」
- 2006年 北海道建築賞（日本建築学会北海道支部）「釧路市こども遊学館」
- 2007年 日本建築学会作品選奨「リーテム東京工場」
- 2008年 日本建築学会技術部門設計競技優秀賞「上野ビルディング」
- 2008年 JIA環境建築賞「黒松内中学校」
- 2009年 日本建築学会作品選奨「黒松内中学校」
- 2009年 日本免震構造協会賞「慶應義塾日吉キャンパス協生館」
- 2009年 JCDデザインアワード銀賞（日本商環境設計家協会）「Y150 はじまりの森」
- 2010年 BCS賞「東京大学大学院情報学環・福武ホール」
- 2010年 日本建築学会作品選奨「糸魚小学校」
- 2011年 日本建築家協会賞「MAZDA Zoom-Zoom スタジアム広島」
- 2011年 土木学会デザイン賞「はまみらいウォーク」
- 2012年 BCS賞「東京造形大学 CS PLAZA」
- 2013年 耐震改修優秀建築賞（日本建築防災協会）「浜松サーラ」
- 2013年 BCS賞「宇土市立網津小学校」
- 2014年 東北建築賞「紅梅荘」
- 2014年 BCS賞「東大寺総合文化センター」
- 2014年 BCS賞「工学院大学125周年記念総合教育棟」
- 2015年 耐震改修優秀建築賞「北九州市立戸畑図書館」
- 2015年 BCS賞「北九州市立戸畑図書館」
- 2015年 BCS賞「サイエンスヒルズこまつ」

## 主な構造設計作品

### 独立前
- 1988年 「夢の島熱帯植物館」大宇根弘司
- 1990年 「水戸芸術館」磯崎新（BCS賞）
- 1996年 「東京国際フォーラム」ラファエル・ヴィニオリ（BCS賞）

### 独立後

#### 2000年以前
- 1996年 「国民宿舎丹沢ホーム」原広司
- 1997年 「福島潟自然生態園（遊水館・潟博物館）」青木淳（日本建築学会賞、JSCA賞）
- 1997年 「ふれあいセンターいずみ」武田光史（日本建築学会賞）
- 1997年 「京都駅」原広司（BCS賞）
- 1998年 「御杖小学校」青木淳
- 1998年 「B」青木淳
- 1998年 「(5,800)3/原邸増築」原広司
- 1998年 「(7,000)3/松本邸」原広司
- 1999年 「LOUIS VUITTON NAGOYA」青木淳
- 1999年 「沖縄県平和祈念資料館」福村俊治
- 1999年 「若狭三方縄文博物館」横内敏人
- 2000年 「C」青木淳
- 2000年 「L」青木淳
- 2000年 「広島市立基町高等学校」原広司

#### 2001年 - 2005年
- 2001年 「i」青木淳
- 2001年 「国際芸術センター青森」安藤忠雄（BCS賞）
- 2001年 「兵庫県立美術館」安藤忠雄（BCS賞、日本免震構造協会賞）
- 2002年 「御所野縄文博物館」仙田満（東北建築賞）
- 2002年 「飯田高羽合同庁舎」原広司
- 2003年 「海峡ドラマシップ」仙田満
- 2003年 「十日町ステージ 越後妻有交流館キナーレ」原広司
- 2004年 「G」青木淳
- 2004年 「豊栄市立（現・新潟市立）葛塚中学校」安藤忠雄（松井源吾賞）
- 2004年 「佐世保新みなとターミナル」北川原温
- 2004年 「egota house A」坂本一成（日本建築学会作品選奨）
- 2004年 「福井まちなか文化施設 響のホール」仙田満
- 2004年 「萩博物館」戸尾任宏（BCS賞）
- 2005年 「ジューシー・ハウス」アトリエ・ワン
- 2005年 「ぐんま昆虫の森」安藤忠雄
- 2005年 「hhstyle.com/casa」安藤忠雄
- 2005年 「釧路市こども遊学館」石黒浩一郎（北海道建築賞）
- 2005年 「福島町青函トンネル記念館」石黒浩一郎
- 2005年 「国営昭和記念公園 花みどり文化センター」伊東豊雄+貝島桃代
- 2005年 「リーテム東京工場」坂牛卓（日本建築学会作品選奨）

#### 2006年 - 2010年
- 2006年 「青森県立美術館」青木淳
- 2006年 「JIN CO., LTD.」青木淳
- 2006年 「坂の上の雲ミュージアム」安藤忠雄
- 2006年 「表参道ヒルズ」安藤忠雄
- 2006年 「シーボン本社ビル」北川原温
- 2006年 「日本盲導犬総合センター」千葉学（日本建築学会賞、日本建築家協会賞、BCS賞）
- 2006年 「J」青木淳
- 2006年 「N」青木淳
- 2007年 「日本工業大学百年記念館/ライブラリー&コミュニケーションセンター」小川次郎（日本建築学会作品選奨）
- 2007年 「糸魚小学校」加藤誠（日本建築学会作品選奨）
- 2007年 「黒松内中学校」加藤誠（日本建築学会作品選奨、JIA環境建築賞）
- 2007年 「夢舞台アネックス・紅傳工房」原広司
- 2007年 「上野ビルディング」みかんぐみ（日本建築学会技術部門設計競技優秀賞）
- 2008年 「東京大学大学院情報学環・福武ホール」安藤忠雄（BCS賞）
- 2008年 「ココラフロント」北山孝二郎
- 2008年 「慶應義塾日吉キャンパス協生館」仙田満（日本免震構造協会賞）
- 2008年 「学校法人三室戸学園東邦音楽大学70周年記念館」野生司義光（BCS賞）
- 2008年 「シャノアール研修センター」益子義弘 + 安宅研太郎（日本建築学会作品選奨）
- 2009年 「はまみらいウォーク」大野美代子（土木学会デザイン賞）
- 2009年 「MAZDA Zoom-Zoom スタジアム広島（広島市民球場）」仙田満（日本建築家協会賞）
- 2009年 「諫早市こどもの城」千葉学（日本建築学会作品選奨、公共建築賞特別賞）
- 2009年 「Y150 はじまりの森」みかんぐみ（JCDデザインアワード銀賞）
- 2010年 「ねぶたの家 ワ・ラッセ」molo + d/dt + Frank la Riviere Architects（東北建築賞）
- 2010年 「浜松サーラ」青木茂（耐震改修優秀建築賞）
- 2010年 「リンツ・スーパー・ブランチ」アトリエ・ワン
- 2010年 「安藤百福記念自然体験活動指導者養成センター」隈研吾
- 2010年 「恵比寿のオフィス」原広司
- 2010年 「惠友遠見辦公大樓」原広司
- 2010年 「東京造形大学 CS PLAZA」安田幸一（BCS賞）

#### 2011年以後
- 2011年 「光の美術館」安藤忠雄
- 2011年 「つくば建築試験研究センター試験研究本館」小玉祐一郎（日本建築学会作品選奨）
- 2011年 「東大寺総合文化センター」戸尾任宏（BCS賞）
- 2011年 「宇土市立網津小学校」坂本一成（BCS賞）
- 2012年 「m」青木淳
- 2012年 「秋田県立美術館」安藤忠雄
- 2012年 「工学院大学125周年記念総合教育棟」千葉学（村野藤吾賞、BCS賞）
- 2012年 「Treform」千葉学 + 小川晋一 + 西沢立衛
- 2012年 「紅梅荘」みかんぐみ（東北建築賞）
- 2013年 「サイエンスヒルズこまつ」元倉眞琴 + 伊藤麻里（BCS賞）
- 2014年 「北九州市立戸畑図書館」青木茂（BCS賞、耐震改修優秀建築賞）
- 2014年 「ふじのくに千本松フォーラム」長谷川逸子
- 2014年 「川崎の住宅」三家大地
- 2015年 「21世紀キリスト教会広尾教会堂」安藤忠雄
- 2015年 「龍谷大学深草キャンパス 和顔館」飯田善彦
- 2020年 「那須塩原市図書館」UAo[5]（グッドデザイン賞[6]）

## 主な著書
- 1994年 「よくわかる建築・土木」（共著）西東社
- 1997年 「構造計画」（共著）建築資料研究社
- 2000年 「Space Structure 木村俊彦の設計理念」（共著）鹿島出版会
- 2002年 「魅せる力学」建築画報別冊（監修）建築画報社
- 2003年 「FACADE ENGINEERING」建築画報 No.304（監修）建築画報社
- 2006年 「見えない震災 建築・都市の強度とデザイン」（共著）みすず書房
- 2008年 「建築家の講義 サンチャゴ・カラトラバ」（翻訳）丸善
- 2010年 「構造計画の原理と実践」建築技術
- 2010年 「構造デザインの歩み」（編著）建築技術
- 2011年 「挑戦する構造」建築画報 No.344（監修）建築画報社
- 2012年 「力学・素材・構造デザイン」（共著）建築技術
- 2013年 「建築を創る 今、伝えておきたいこと」（共著）井上書院